# Masami Ueda
Masami Ueda (上田 正美, Ueda Masami?) é um compositor de música de vídeo-games.

## Lista de Trabalhos
- Resident Evil (1996)
- Resident Evil 2 (1998)
- Resident Evil 3 (1999)
- Trick'N Snowboarder (1999)
- Devil May Cry (2001)
- Viewtiful Joe (2003)
- Viewtiful Joe 2 (2004)
- Ōkami (2006)
- Bayonetta (2006)
- Bayonetta 2 (2014)